# Babuszkino (obwód królewiecki)
Babuszkino (ros. Бабушкино, niem. Degesen (Gut), 1928-1946 Groß Degesen) – osiedle typu wiejskiego w Rosji, w obwodzie królewieckim, w rejonie niestierowskim, zamieszkałe przez 588 osób.
Po II wojnie światowej tereny te weszły w skład Związku Radzieckiego. Niemcy zostali wysiedleni, a przybyli Rosjanie ze wschodu. W 1947 roku Rosjanie zmienili nazwę wsi na Babuszkino.